# Allylglycine
L'allylglycine est un dérivé allylique de la glycine, un acide aminé protéinogène. Il s'agit d'un inhibiteur de la glutamate décarboxylase, une enzyme qui intervient dans la biosynthèse du GABA, un neurotransmetteur important du cerveau. L'inhibition de cette enzyme bloque la production de GABA, ce qui en réduit la concentration. Elle déclenche des crises d'épilepsie chez l'animal, probablement en raison de son activité inhibitrice de la glutamate décarboxylase.